# Аломони
Аломони (від грец. allos — інший, другий та (гор)мони), хімічні речовини, корисні для організму-донора. До них належать антибіотики, репеленти та субстанції, що приваблюють жертву. Для прикладу, аломон волоського горіха дощем змивається на землю і гальмує розвиток деяких інших рослин.
Термін аломон був запроваджений В.Л. Брауном (W. L. Brown) і Т. Ейснером (T. Eisner) для опису міжвидових хімічних сигналів. Пізніше було запропоновано серед тих сигналів розрізняти аломони (у вищенаведеному значенні) та кайромони.